# Depil
Depil este un sat situat în partea de est a insulei Borðoy din arhipelagul Feroe (regiune autonomă din Danemarca). Din punct de vedere administrativ localitatea aparține comunei Hvannasunds.